# Местри, Гвидо дель
граф Гвидо дель Местри (итал. Guido Del Mestri; 13 января 1911, Баня-Лука, Австро-Венгрия — 2 августа 1993, Нюрнберг, Германия) — итальянский куриальный кардинал и ватиканский дипломат. Титулярный архиепископ Тускамии с 28 октября 1961 по 28 июня 1991. Апостольский делегат в Восточной Африке с 3 октября 1959 по 9 сентября 1967.  Апостольский делегат в Мексики с 9 сентября 1967 по 20 июня 1970. Апостольский про-нунций в Канаде с 20 июня 1970 по 12 августа 1975. Апостольский нунций в Германии с 12 августа 1975 по 3 августа 1984. Кардинал-дьякон с титулярной диаконией Сант-Эустакьо с 28 июня 1991.

## Источник
- Информация  (англ.)